# Riu d’Arinsal
Riu d’Arinsal – rzeka w zachodniej Andorze, główny dopływ rzeki Riu Valira del Nord. Wypływa w strefie osiowej Pirenejów, pomiędzy szczytami Pic de Coma Pedrosa i Pic de Mamontell. Przepływa przez niewielkie cyrki lodowcowe (w których znajdują się m.in. jeziora Estanys Forcats). W dalszym biegu do rzeki uchodzą z prawej strony rzeki Riu de Coma Pedrosa i Comella Ampla, a z lewej, między innymi, Coma de Percanela. Po przepłynięciu przez miejscowość Arinsal, na wysokości wsi Erts, rzeka łączy się ze swoim głównym (prawostronnym) dopływem – rzeką Riu de Pal. Cztery kilometry dalej, po przepłynięciu przez miejscowości Pui i La Massana, rzeka uchodzi z prawej strony do rzeki Riu Valira del Nord w pobliżu miejscowości Aldosa.